# The Last Encore
The Last Encore is het vierde studioalbum van de Nederlandse symfonische rockgroep Kayak.

## Geschiedenis
Nadat de Frits Hirschland, manager van Kayak, ruzie had gekregen met EMI Nederland, vertrok de band naar Phonogram met sublabels Vertigo Records en Mercury Records. EMI zou te weinig promotiewerk doen voor Kayak; Hirschland zou het ze wel leren, EMI pikte dat niet. De breuk zorgde voor een verdere escalatie in de ruzie tussen Bovema en Phonogram, al daterend uit de tijd van Peter Koelewijn. De band dook gedurende een hete zomer de Morgan Studio in Brussel in om het album op te nemen, Phonogram gaf een budget van 450.000 gulden. De opnamen verliepen onrustig; er was achteraf gezien te weinig tijd. Zo moest Ton Scherperzeel zijn huwelijk regelen met Irene Linders. Was Royal Bed Bouncer een album met vrij eenvoudige liedjes, dat is bij dit album anders. Bij liefhebbers van symfonische rock wordt het dé elpee van Kayak; anderen laten het album links liggen.
Het album in elpeevorm werd zelf niet uitgebracht in de Verenigde Staten. De hoes verscheen daar wel, hij werd gebruikt voor de Amerikaanse editie van Starlight Dancer.
Al tijdens de opnamen en ook daarna zijn er barsten te zien. Slager vond dat hij nog maar weinig kon bijdragen tijdens de opnamen, hij wilde liever optreden, maar hij bleef uiteindelijk wel. Veldkamp vertrok na de opnamen; hij verliet de muziekwereld. Pim Koopman werd door EMI Records gevraagd als muziekproducent, maar had ook problemen met de fratsen van Hirschland en had nogal last van hyperventilatie (ook tijdens optredens).
Bij de tournee in december 1976 zat Charles Schouten al achter het drumstel, in het voorprogramma speelde Water. In de toer werd ook Paradiso aangedaan. Er volgde in maart 1977 een Britse tournee met Jan Akkerman en Kaz Lux, die net album Eli hadden afgeleverd (en dezelfde manager hadden als Kayak). Het publiek liet het na verloop van tijd afweten, want ze verwachtten dat Akkerman nummers van Focus zou spelen, maar hij weigerde dat pertinent. De tournee werd voortijdig gestopt.
In tegenstelling tot hun eerdere albums bracht het originele platenlabel van de band het album ook op compact disc uit. In mei 1995 verscheen het zonder extra nummers; in 2002 en 2012 volgden ook heruitgaven zonder extra’s.

## Musici
- Ton Scherpenzeel – toetsinstrumenten waaronder nu ook de mellotron, accordeon, contrabas, zang
- Pim Koopman – slagwerk, percussie, marimba, piano, zang
- Johan Slager – gitaar, zang
- Bert Veldkamp – basgitaar, zang
- Max Werner – zang, mellotron, percussie
- Peter Scherpenzeel – blokfluit op Relics from a distant age

## Tracklist
| Nr. | Titel                                       | Duur |
| --- | ------------------------------------------- | ---- |
| 1.  | Back to the front (Scherpenzeel, Slager)    | 4:31 |
| 2.  | Nothingness (Scherpenzeel)                  | 3:57 |
| 3.  | Love of a victim (Koopman)                  | 2:50 |
| 4.  | Land on the water (Koopman)                 | 2:27 |
| 5.  | The last encore (Scherpenzeel)              | 3:59 |
| 6.  | Do you care (Koopman)                       | 2:49 |
| 7.  | Still my heart cries for you (Koopman)      | 4:32 |
| 8.  | Relics from a distant age (Scherpenzeel)    | 4:54 |
| 9.  | Love me tonight/Get on board (Scherpenzeel) | 2:40 |
| 10. | Evocation (Koopman)                         | 3:50 |
| 11. | Raid your own house (Scherpenzeel)          | 3:35 |
| 12. | Well done (Koopman)                         | 0:52 |

In de track Relics from a distant age dook voor het eerst de naam Peter Scherpenzeel (broer van Ton) op, hier op de blokfluit; hij zou later bassist van Katak worden. Het album kent in Love me tonight/Get on board een niemendalletje, waarvan Ton Scherpenzeel later toegaf dat het beter was geweest het niet mee te persen. Well done werd eerst gezien als het afscheid van Pim Koopman. Tijdens het "Pim Koopman Tribute Concert" dat in november 2010, precies een jaar na zijn plotselinge overlijden, werd gehouden in Paradiso werd door Edward Reekers verduidelijkte dat Well done een korte hommage was van Pim Koopman aan zijn in 1976 overleden moeder en dat het lied juist niet direct verband hield met het vertrek van Koopman uit de groep.

## Hitnotering
| "The Last Encore" in de Nederlandse Album Top 100 - binnen: 25-09-1976 | "The Last Encore" in de Nederlandse Album Top 100 - binnen: 25-09-1976 | "The Last Encore" in de Nederlandse Album Top 100 - binnen: 25-09-1976 | "The Last Encore" in de Nederlandse Album Top 100 - binnen: 25-09-1976 | "The Last Encore" in de Nederlandse Album Top 100 - binnen: 25-09-1976 | "The Last Encore" in de Nederlandse Album Top 100 - binnen: 25-09-1976 | "The Last Encore" in de Nederlandse Album Top 100 - binnen: 25-09-1976 | "The Last Encore" in de Nederlandse Album Top 100 - binnen: 25-09-1976 | "The Last Encore" in de Nederlandse Album Top 100 - binnen: 25-09-1976 | "The Last Encore" in de Nederlandse Album Top 100 - binnen: 25-09-1976 |
| Week                                                                   | 01                                                                     | 02                                                                     | 03                                                                     | 04                                                                     | 05                                                                     | 06                                                                     | 07                                                                     | 08                                                                     |                                                                        |
| ---------------------------------------------------------------------- | ---------------------------------------------------------------------- | ---------------------------------------------------------------------- | ---------------------------------------------------------------------- | ---------------------------------------------------------------------- | ---------------------------------------------------------------------- | ---------------------------------------------------------------------- | ---------------------------------------------------------------------- | ---------------------------------------------------------------------- | ---------------------------------------------------------------------- |
| Nummer                                                                 | 40                                                                     | 29                                                                     | 26                                                                     | 26                                                                     | 31                                                                     | 33                                                                     | 42                                                                     | 50                                                                     | uit                                                                    |